# 카노 마리아
카노 마리아 (花乃 まりあ, 1992년 10월 12일 ~ )은 일본의 배우. 전 다카라즈카 가극단 하나구미 톱여역.
도쿄도 다마시, 게이센조가쿠엔 중학교 출신. 163cm. 혈액형 O형. 애칭 "카노짱"
소속 사무소는 프롬 퍼스트 프로덕션.

## 약력
2008년 다카라즈카 음악학교 입학.
2010년 다카라즈카 가극단 96생으로 입단. 츠키구미 공연 「THE SCARLET PIMPERNEL」로 초무대. 그 후, 소라구미 배속
가련한 외모와 풍부한 표현력으로 입단 당시부터 주목을 받아, 2012년, 오우키 카나메ㆍ미사키 리온 톱 콤비 대극장 오히로메 공연 「은하영웅전설@TAKARAZUKA」로 신인공연 첫 히로인. 입단 3년차에 발탁이 되었다.
2013년, 「몬테 크리스토 백작」으로 2번째 신인공연 히로인. 이어서 「the WILD Meets the WILD」으로 바우홀 공연 첫 히로인. 그리고 「바람과 함께 사라지다」으로 3번째 신인공연 히로인. 중요한 역할인 스칼렛을 연기했다.
2014년 3월 1일자로 하나구미에 조 이동. 같은 해, 란노 하나 퇴단공연 「엘리자베트」로 4번째 신인공연 히로인을 맡고, 첫 에트와르에도 발탁되었다. 같은 해 11월 17일자로 하나구미 톱여역에 취임. 아스미 리오의 2번째 상대역으로써, 이듬해 「카리스타 바다에 안겨／다카라즈카환상곡」으로 신 톱 콤비 대극장 오히로메.
2015년 제 2회 대만 공연 「베르사이유의 장미／다카라즈카 환상곡」에 출연. 중요한 역할인 마리앙투와네트를 연기했다.
2017년 2월 5일, 「설화초／금빛 사막」 도쿄공연 천추락을 기해, 다카라즈카 가극단을 퇴단. 같은해 8월부터 현재 소속사인 프롬 퍼스트 프로덕션 소속되어 예능활동을 개시.
2018년 「코시지 후부키 이야기」 (테레비 아사히 계열)으로 TV드라마 첫출연. 다카라즈카 OG인 아와시마 치카게역으로 본격적으로 배우 데뷔. 그리고 동시기에 퇴단한 동기인 전 유키구미 톱여역 사키히 미유와 초무대 이후 같이 공연하는 것을 이루었다.
2019년 4월부터 정보방송 「ZIP!」 (니혼테레비 계열)에서 특집 코너 담당 리포터를 하는 등, 활동영역을 넓히고 있다.

## 인물
또렷한 눈동자의 치유형(癒やし系) 미녀로서 주목을 끌었으며, 외모때문에 팬들 사이에서는 "다카라즈카의 아야세 하루카" 라고 불렸다.

## 다카라즈카 가극단 재단 중의 주요 무대
| 기간 (월)                   | 소속 | 제목                                             | 공연장                                | 배역                                      | 비고                                                |
| --------------------------- | ---- | ------------------------------------------------ | ------------------------------------- | ----------------------------------------- | --------------------------------------------------- |
| 2010년                      |      |                                                  |                                       |                                           |                                                     |
| 4~5                         | 츠키 | THE SCARLET PIMPERNEL                            | 다카라즈카 대극장                     |                                           | 초무대                                              |
| 11~2011. 1                  | 소라 | 누구를 위하여 종은 울리나                        | 다카라즈카 대극장 도쿄 다카라즈카극장 |                                           |                                                     |
| 2011년                      |      |                                                  |                                       |                                           |                                                     |
| 5~8                         | 소라 | 아름다운 생애 -이시다 미츠나리 영원한 사랑과 의- | 다카라즈카 대극장 도쿄 다카라즈카극장 |                                           |                                                     |
| 5~8                         | 소라 | 루나 롯사 -밤에 망설이는 나그네-                 | 다카라즈카 대극장 도쿄 다카라즈카극장 |                                           |                                                     |
| 10~12                       | 소라 | 클라시코 이탈리아노 -최고의 남자 만드는 법-      | 다카라즈카 대극장 도쿄 다카라즈카극장 | 실비아 로시 (신인공연)                    | 본역 : 스미레노 레이                                |
| 10~12                       | 소라 | NICE GUY! - 그 남자, Y에 의한 법칙 -             | 다카라즈카 대극장 도쿄 다카라즈카극장 |                                           |                                                     |
| 2012년                      |      |                                                  |                                       |                                           |                                                     |
| 1~2                         | 소라 | 로버트 캐퍼 영혼의 기록                          | 바우홀 일본청년관                     | 엠마                                      |                                                     |
| 4~7                         | 소라 | 화려한 나날                                      | 다카라즈카 대극장 도쿄 다카라즈카극장 | 폴라 오스틴 (신인공연)                    | 본역 : 스미레노 레이                                |
| 4~7                         | 소라 | 클라이맥스 -Cry-Max-                             | 다카라즈카 대극장 도쿄 다카라즈카극장 |                                           |                                                     |
| 8~11                        | 소라 | 은하영웅전설@TAKARAZUKA                          | 다카라즈카 대극장 도쿄 다카라즈카극장 | 힐데가르드 폰 마린도르프 (신인공연)       | 본역 : 미사키 리온 신인공연 첫 히로인               |
| 2013년                      |      |                                                  |                                       |                                           |                                                     |
| 1                           | 소라 | 은하영웅전설@TAKARAZUKA                          | 하카타좌                              | 유리안                                    |                                                     |
| 3~6                         | 소라 | 몬테 크리스토백작                                | 다카라즈카 대극장 도쿄 다카라즈카극장 | 메르세데스 (신인공연)                     | 본역 : 미사키 리온 신인공연 히로인                  |
| 3~6                         | 소라 | Amour de 99!!-99년의 사랑-                       | 다카라즈카 대극장 도쿄 다카라즈카극장 |                                           |                                                     |
| 7~8                         | 소라 | the WILD Meets the WILD-W.M.W.-                  | 바우홀                                | 엠마 트와이닝                             | 바우 첫 히로인                                      |
| 9~12                        | 소라 | 바람과 함께 사라지다                             | 다카라즈카 대극장 도쿄 다카라즈카극장 | 영애 스칼렛 (신인공연)                    | 본역 : 아사카 마나토ㆍ나나미 히로키 신인공연 히로인 |
| 2014년                      |      |                                                  |                                       |                                           |                                                     |
| 2                           | 소라 | 로버트 캐퍼 영혼의 기록                          | 중일극장                              | 엠마                                      |                                                     |
| 2                           | 소라 | 시트러스의 바람II                                | 중일극장                              |                                           |                                                     |
| 6                           | 하나 | 베르사이유의 장미 -페르젠과 마리 앙투와네트편-   | 중일극장                              | 로잘리 / 소공녀                           |                                                     |
| 8~11                        | 하나 | 엘리자베트 -사랑과 죽음의 춤-                    | 다카라즈카 대극장 도쿄 다카라즈카극장 | 여관 엘리자베트 (신인공연)                | 본역 : 란노 하나 신인공연 히로인 첫 에트와르        |
| 2015년 하나구미 톱여역 취임 |      |                                                  |                                       |                                           |                                                     |
| 1                           | 하나 | Ernest in Love                                   | 도쿄국제포럼                          | 그웬드런 페어팩스                         | 톱 오히로메 공연                                    |
| 3~6                         | 하나 | 카리스타 바다에 안겨                             | 다카라즈카 대극장 도쿄 다카라즈카극장 | 알리시아 그랜디 발도부인 (신인공연)       | 대극장 톱 오히로메 공연본역 : 우메사키 이부         |
| 3~6                         | 하나 | 다카라즈카환상곡                                 | 다카라즈카 대극장 도쿄 다카라즈카극장 |                                           |                                                     |
| 7~8                         | 하나 | 베르사이유의 장미 -페르젠과 마리 앙투와네트편-   | 우메다예술극장 타이베이국가희극원     | 마리 앙투와네트                           |                                                     |
| 7~8                         | 하나 | 다카라즈카 환상곡                                | 우메다예술극장 타이베이국가희극원     |                                           |                                                     |
| 10~11                       | 하나 | 신겐지모노가타리타리                             | 다카라즈카 대극장                     | 등단지의 여인 홍휘전의 여인 (신인공연)    | 본역 : 쿄 미사                                      |
| 10~11                       | 하나 | Melodia-뜨겁고 아름다운 선율-                    | 다카라즈카 대극장                     |                                           |                                                     |
| 11~12                       | 하나 | 신겐지모노가타리타리                             | 도쿄 다카라즈카극장                   | 등단지의 여인 나카츠카사노키미 (신인공연) | 본역 : 마리카 유메                                  |
| 11~12                       | 하나 | Melodia-뜨겁고 아름다운 선율-                    | 도쿄 다카라즈카극장                   |                                           |                                                     |
| 2016년                      |      |                                                  |                                       |                                           |                                                     |
| 2~3                         | 하나 | Ernest in Love                                   | 우메다예술극장 중일극장               | 그웬드런 페어팩스                         |                                                     |
| 4~7                         | 하나 | ME AND MY GIRL                                   | 다카라즈카 대극장 도쿄 다카라즈카극장 | 사리 스미스                               |                                                     |
| 9                           | 하나 | 가면의 로마네스크                                | 전국투어                              | 프랑스와즈 멜투유 후작부인                |                                                     |
| 9                           | 하나 | Melodia-뜨겁고 아름다운 선율-                    | 전국투어                              |                                           |                                                     |
| 11~2017. 2                  | 하나 | 설화초                                           | 다카라즈카 대극장 도쿄 다카라즈카극장 |                                           | 퇴단공연 에트와르                                   |
| 11~2017. 2                  | 하나 | 금빛 사막                                        | 다카라즈카 대극장 도쿄 다카라즈카극장 | 타르하미네                                | 퇴단공연 에트와르                                   |

### 출연 이벤트
- 2014년 12월 『다카라즈카 스페셜 2014-Thank you for 100 years-』
- 2015년 9월 제 53회 『다카라즈카 무용회』
- 2016년 4월 『ME AND MY GIRL』 전야제
- 2016년 12월 『다카라즈카 스페셜 2016〜Music Succession to Next〜』

## 다카라즈카 가극단 퇴단 후의 주요 무대

### 무대

#### 2018년
- 10 ~ 11월 『스무날 쥐와 인간』 (도쿄 그로브좌・모리노미야 피로티홀) - 칼리의 아내

#### 2019년
- 7 ~ 8월 『프로즌 비치』 (전국 공연) - 사랑／모에(萌)

#### 2020년
- 3월 『굿바이 찰리』 (긴자 박물관 극장) - 제니퍼
- 9 ~ 10월 『Gang Showman』 (시어터 크리에) - 패트리샤
- 11월 『ELF The Musical』 (신국립극장)

#### 2021년
- 4월 『엘리자베트 TAKARAZUKA 25주년 스페셜 갈라 콘서트』 (토큐시어터오브) - 엘리자베트 (예정)
- 6 ~ 7월 『The Last 5 Years』 (얼터너티브 시어터) - 캐시

#### 2022년
- 2월 『사랑의 전부』 (도쿄건물 Brillia HALL) - 코니
- 4 - 5월 『The Parlor』 (요미우리오오테정홀ㆍ효고현립예술문화센터) - 草笛灯／円山千里
- 8 - 9월 『8인의 여인들』 (선샤인극장ㆍ드라마시티)

### 드라마
- 2018년 2월 테레비아사히 계열 『코시지 후부키 이야기』 22 - 29회 - 나카가와 케이코
- 2018년 2월 니혼테레비 계열 『무마시킨 겨울 ~우리 집 문제는 없었던 일로~』 5・7회 - 水上ルイーザ
- 2018년 4 ~ 6월 테레비도쿄 계열 『집사 사이온지의 명추리』 - 水城希
- 2019년 4 ~ 6월 테레비도쿄 계열 『집사 사이온지의 명추리2』 6 - 최종회 - 水城希
- 2019년 12월 후지테레비 계열 『악마의 공놀이 노래 ~긴다이치 코스케, 다시 한번~』

### 정보방송
- 2019년 4월 ~, 니혼테레비 계열 『ZIP!』 - 특집코너 담당 리포터

## 수상 이력
- 2016년 한큐스미레회 팬지상 - 여역상